# Pheidole hercules
Pheidole hercules är en myrart som beskrevs av Horace Donisthorpe 1941. Pheidole hercules ingår i släktet Pheidole och familjen myror. Inga underarter finns listade i Catalogue of Life.